# Jacques Boileau
Pour les articles homonymes, voir Boileau.
Cet article possède des paronymes, voir Jacques Boireau et Jacques Boilleau.
Jacques Boileau (16 mars 1635 Paris- 1er août 1716) est un ecclésiastique et essayiste du Grand siècle. Docteur de théologie en Sorbonne, il était l'un des frères de Gilles et Nicolas Boileau.

## Biographie
Il fait ses études au Collège d'Harcourt.
Il fut pendant vingt-cinq ans doyen, grand vicaire et official du diocèse de Sens et reçut en 1694 un canonicat à la Sainte-Chapelle de Paris.
Il composa plusieurs écrits fort curieux sur la discipline de l'Église. 
Plusieurs de ses écrits parurent sous des pseudonymes comme Marcellus Ancyranus, Claudius Fontétut, Jacques Barnabe. 
Quelqu'un demandant à l'abbé Boileau pourquoi il écrivait souvent en latin : « C'est, dit-il, de peur que les évêques ne me lisent : ils me persécuteraient. »
S'il faut en croire Voltaire, son frère Nicolas aurait dit de cet homme d'esprit et d'érudition que, « s'il n'avait été docteur de Sorbonne, il aurait été docteur de la comédie italienne ». Le même Voltaire représente Jacques Boileau comme un « esprit bizarre qui a fait des livres bizarres écrits dans un latin extraordinaire » ; ou encore comme « un esprit vif et singulier, qui écrivait comiquement des choses sérieuses et hardies ». 

## Publications
- Considérations sur le "Traité historique de l'établissement et des prérogatives de l'église de Rome et de ses évêques", par Mr. Louis Maimbourg,... 1685
- Historia confessionis auricularis, 1683, où il prouve la nécessité de la confession ;
- Historia flagellantium, 1700, où il démontre l'abus de la flagellation (voir aussi : Flagellants) ;
- Les Panégyriques des Saints, 1719.
- Ad Decretalem super specula de Magistris 1667, ouvrage sur la Sorbonne et ses professeurs.
- De l'abus des nudités de gorge, Bruxelles, 1675.

## Pour approfondir